# Huérfano del sida

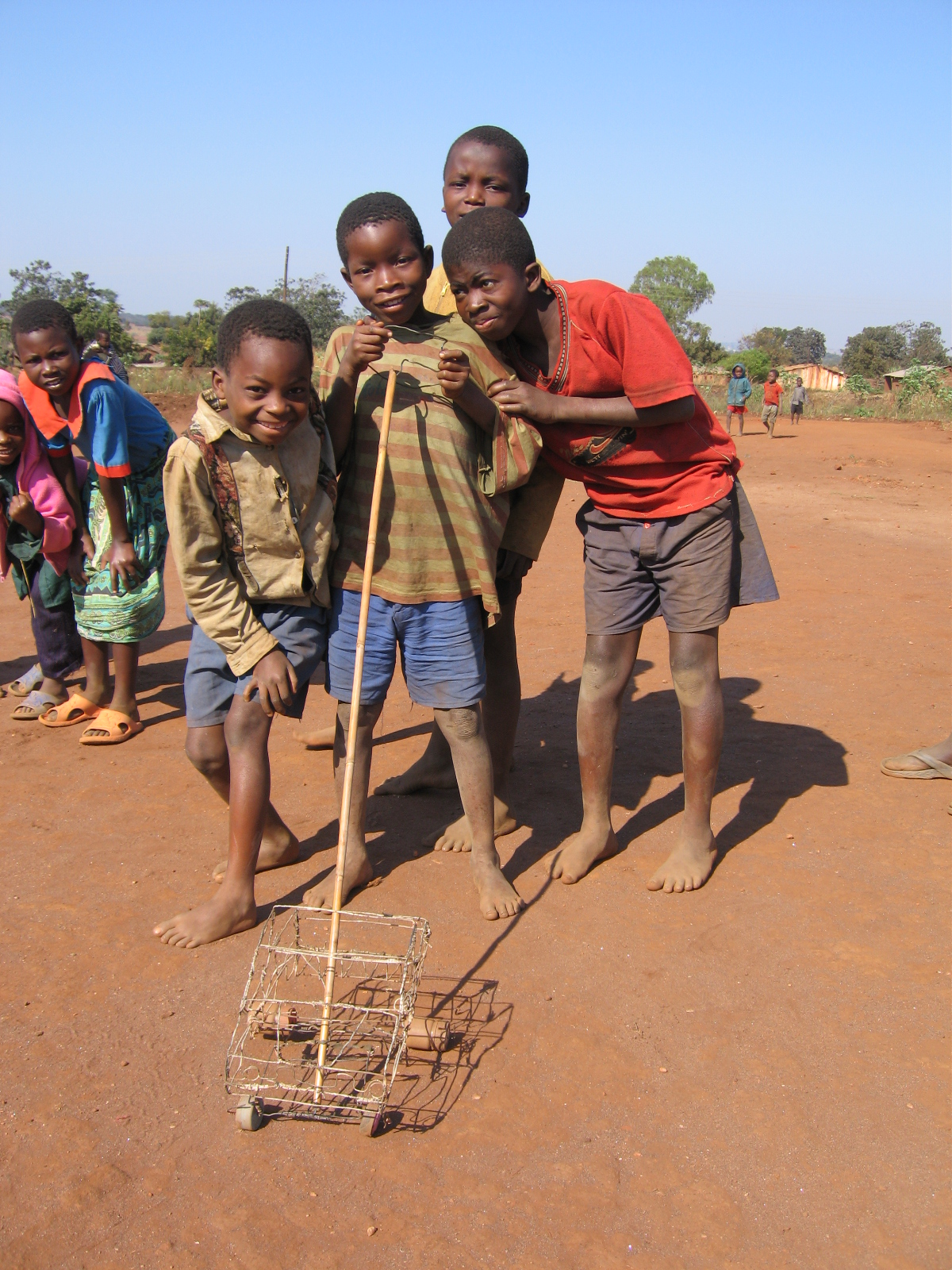
Huérfanos del sida en Malaui.

Un huérfano del sida es un niño que se ha convertido en huérfano al morir uno o ambos padres de sida.
Según estadísticas del Programa Conjunto de las Naciones Unidas sobre el VIH/SIDA (ONUSIDA), la Organización Mundial de la Salud (OMS) y el Fondo de Naciones Unidas para la Infancia (UNICEF), el término se aplica a un niño cuya madre ha muerto a causa del sida antes del 15º cumpleaños del joven, sin tener en cuenta que el padre permanezca todavía vivo. Como consecuencia de esta definición, un estudio estimó que el 80% de todos los huérfanos del sida todavía tiene un progenitor vivo.
Cada año, 70.000 nuevos niños se convierten en huérfanos del sida,  y se prevé que para el año 2010 más de 20 millones de niños sean huérfanos debido a esta causa.
Puesto que el sida afecta principalmente a aquellos que son sexualmente activos, las muertes relacionadas con el sida afectan a menudo a personas que, mediante sus salarios, constituyen el principal sustento de la economía familiar. Consecuentemente, los huérfanos del sida frecuentemente dependen del Estado para su cuidado y manutención, particularmente en África.
El número más alto de huérfanos a causa del sida en 2007 se encontraba en Sudáfrica (aunque la definición de huérfanos del sida en las estadísticas de Sudáfrica incluye a los niños hasta la edad de 18 años que han perdido a uno de los padres biológicos). En 2005 el número más alto de huérfanos del sida, medido en porcentaje sobre el número total de huérfanos, se localizaba en Zimbabue.